# Коломиец, Стефан Владимирович
Стефан Владимирович Коломиец (15 декабря 1896 года, с. Шабастовка, Липовецкий уезд, Киевская губерния — 16 июля 1970 года, Москва) — советский военный деятель, генерал-майор (13 сентября 1944 года).

## Начальная биография
Стефан Владимирович Коломиец родился 15 декабря 1896 года в селе Шабастовка ныне Монастырищенского района (Черкасская область, Украина).

## Военная служба

### Первая мировая и гражданская войны
В августе 1915 года призван в ряды Русской императорской армии и направлен в 186-й запасной батальон, а в марте 1916 года переведён в 22-й запасной батальон, дислоцированный в Виннице, где после окончания учебной команды служил в чине младшего унтер-офицера.
В феврале 1917 года Коломиец направлен на учёбу в Киевскую школу прапорщиков, в которую не был принят и в мае переведён в Ладожский 16-й пехотный полк (4-я пехотная дивизия, 9-я армия), после чего, находясь на должностях командира отделения, помощника командира взвода и старшего писаря полковой канцелярии, принимал участие в боевых действиях на Румынском фронте.
В январе 1918 года демобилизован из рядов армии, после чего вернулся на родину, где работал секретарём сельсовета и членом Цыбулевского волисполкома.
28 декабря 1918 года призван в армию под командованием С. В. Петлюры, из которой 2 января 1919 года бежал и 18 октября того же года добровольно вступил в ряды РККА, после чего направлен в 2-й Таращанский полк в составе 44-й стрелковой дивизии, где служил красноармейцем помощником командира взвода и командиром взвода пешей разведки.
В феврале 1920 года направлен на учёбу на политкурсы при Киевском губкоме, однако с наступлением польских войск на Киев С. В. Коломиец 24 апреля направлен в 219-й стрелковый полк в составе 58-й стрелковой дивизии, после чего принимал участие в советско-польской войне, находясь на должностях командира взвода, адъютанта батальона и помощника адъютанта полка. В январе 1921 года дивизия была передислоцирована, после чего принимала участие в боевых действиях против бандитизма на территории Киевской губернии, а в мае была расформирована, части переданы в состав 25-й стрелковой дивизии, в составе которой Коломиец назначен на должность адъютанта 75-го стрелкового полка.

### Межвоенное время
После окончания войны Коломиец находился на прежней должности. В марте 1923 года назначен на должность адъютанта 2-го отдельного Егорьевского батальона, находившегося в составе 25-й стрелковой дивизии и дислоцированного в Кременчуге. После расформирования батальона назначен на должность командира взвода в 75-м стрелковом полку.
В августе 1924 года направлен на учёбу в Харьковскую школу червоных старшин имени ВУЦИК, после окончания которой с сентября 1926 года служил в дислоцированном в Харькове 4-м Украинском Краснознамённом полку войск ОГПУ на должностях командира взвода полковой школы и помощника начальника штаба полка.
В декабре 1929 года назначен на должность помощника начальника начальника штаба 7-го батальона в составе 3-го территориального стрелкового полка. В декабре 1931 года направлен на учёбу на курсы «Выстрел», после окончания которых в феврале 1932 года вернулся в полк, где назначен на должность командира и политрука роты. В период с января по апрель 1934 года повторно учился на курсах «Выстрел», после чего продолжил службу в прежнем полку на должности помощника начальника штаба полка, а после его расформирования в апреле 1935 года назначен на должность начальника штаба отдельного разведдивизиона в составе 18-й стрелковой дивизии, который вскоре был преобразован в разведбатальон. В период с декабря 1935 по декабрь 1936 года учился на курсах при Разведывательном управлении РККА в Москве.
В июле 1937 года назначен на должность командира разведбатальона в составе 18-й стрелковой дивизии, а в феврале 1939 года — на должность командира 273-го стрелкового полка (104-я стрелковая дивизия, 14-я армия, Ленинградский военный округ), находясь на которой, принимал участие в боевых действиях в ходе советско-финской войны.

### Великая Отечественная война
С началом войны С. В. Коломиец находился на прежней должности командира 273-го стрелкового полка (104-я стрелковая дивизия), который вёл боевые действия на кандалакшском направлении.
В сентябре 1941 года Мурманский обком ВКП(б) и Мурманский городской комитет обороны под председательством первого секретаря обкома генерал-майора Максима Ивановича Старостина и Военный совет 14-й армии приняли решение формирования 1-й Полярной стрелковой дивизии с целью обороны Мурманска. 22 октября дивизия была преобразована в 186-ю стрелковую дивизию, которая продолжила участвовать в боевых действиях на мурманском, кестеньгском, масельском и медвежьегорском направлениях.
В мае 1942 года направлен на учёбу на ускоренный курс при Высшей военной академии имени К. Е. Ворошилова, после окончания которого 2 ноября того же года назначен на должность командира 374-й стрелковой дивизии, которая находилась на доукомплектовании в районе Калинина, после чего в январе 1943 года направлена на Волховский фронт, после чего вела боевые действия в районе Погостье и Малукса, а в апреле 1943 года передислоцирована в район населённых пунктов Карбусель, Вороново, Поречье, вблизи Синявино и Мги.
С 20 апреля Коломиец находился в распоряжении Военного Совета Волховского фронта и 24 июля направлен на учёбу на особый курс при Высшей военной академии имени К. Е. Ворошилова, после окончания которого в ноябре направлен в распоряжение Военного Совета Дальневосточного фронта, где 15 декабря 1943 года назначен на должность командира 34-й стрелковой дивизии. 16 июля 1945 года генерал-майор Стефан Владимирович Коломиец снят с занимаемой должность, после чего вновь находился в распоряжении Дальневосточного фронта.

### Послевоенная карьера
В ноябре 1945 года направлен в Военную академию имени М. В. Фрунзе, где служил на должностях начальника курса основного факультета, старшего преподавателя по оперативно-тактической подготовке и тактического руководителя учебной группы основного факультета, старшего преподавателя и старшего тактического руководителя кафедры общей тактики, начальника 1-го курса и старшего тактического руководителя 5-го факультета, начальника курса 3-го факультета. Одновременно с этим в 1952 году окончил заочный факультет этой же академии.
Генерал-майор Стефан Владимирович Коломиец 6 октября 1956 года вышел в запас. Умер 16 июля 1970 года в Москве.

## Награды
- Орден Ленина (21.02.1945);
- Четыре ордена Красного Знамени (07.05.1940, 03.11.1944, 22.02.1943, 15.11.1950);
- Медали.

## Память

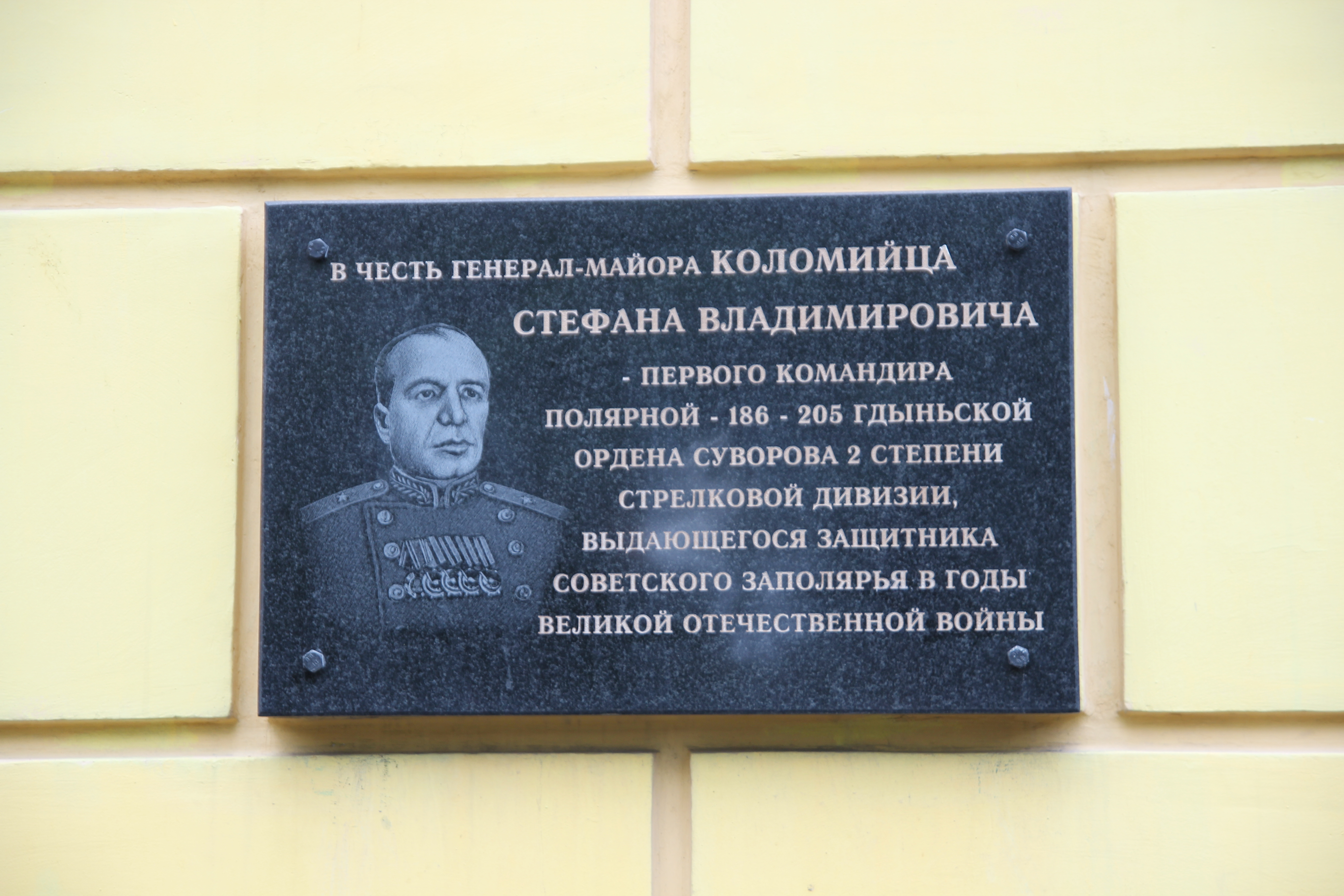
Мемориальная доска командиру дивизии в Мурманске

В 2008 году на здании Мурманского гарнизонного Дома офицеров установлена мемориальная доска генерал-майору Стефану Владимировичу Коломийцу — первому командиру Полярной дивизии.